# Kim Jong-yang
Kim Jong Yang (김종양?, 金鍾陽LR) (Changwon, 30 ottobre 1961) è un poliziotto sudcoreano, dal 21 novembre 2018 al 2021 è stato presidente dell'Interpol.

## Biografia
Prima di intraprendere la carriera all'interno di Interpol, Kim è stato capo dell'Agenzia di polizia provinciale di Gyeonggi. Nel 2015 è stato eletto vice-presidente dell'Interpol per l'Asia.
In seguito all'arresto e al fermo dell'ex presidente dell'Interpol, Meng Hongwei avvenuto in Cina, Kim ha assunto il ruolo di Presidente facente funzione. Sebbene il vicepresidente dell'organizzazione, il russo Alexander Prokopchuk, molto vicino al presidente russo Vladimir Putin, fosse considerato da molti osservatori favorito per la successore di Meng, l'Assemblea generale, nella riunione svoltasi a Dubai dal 18 al 21 novembre 2018, lo ha eletto con 61 voti su 101 Presidente sino al 2020, per una durata equivalente al periodo rimanente del mandato del suo predecessore.